# 塞尔焦·马西达
塞尔焦·马西达（義大利語：Sergio Massidda，2002年1月26日—），生于吉拉尔扎，意大利男子举重运动员，2023年世界舉重錦標賽男子61公斤级银牌得主、2023年歐洲舉重锦标赛男子61公斤级银牌得主。